# Wan Zack Haikal
Wan Zack Haikal bin Wan Noor (Maran, 28 gennaio 1991) è un calciatore malese, centrocampista del Perak e della Nazionale malese.

## Caratteristiche tecniche
Può essere impiegato come esterno sinistro di centrocampo o ala sinistra.

## Carriera

### Club
Dopo aver militato nelle giovanili del Kuala Lumpur, nel 2007 si è trasferito al FELDA Utd. Nel 2008 è passato all'Harimau Muda. Nel 2011 si è trasferito in prestito al ViOn Zlaté Moravce. Rientrato dal prestito nel 2012, ha militato nell'Harimau Muda fino all'anno successivo. Il 28 marzo 2013 il Ryūkyū ha ufficializzato il suo ingaggio. Il 24 marzo 2014 ha firmato un contratto al Kelantan. Nel gennaio 2017, scaduto il contratto con il Kelantan, si è trasferito al FELDA Utd. Il 14 dicembre 2018 è passato al Selangor. Alla fine del 2021 non rinnova il contratto con il club, rimanendo svincolato. Nel giugno 2022 è ingaggiato dal Perak.

### Nazionale
Ha debuttato con la Nazionale maggiore il 29 febbraio 2012, nell'amichevole Filippine-Malaysia (1-1). Ha messo a segno le sue prime due reti con la maglia della Nazionale maggiore il successivo 28 aprile, nell'amichevole Malaysia-Sri Lanka (6-0), siglando nel primo tempo le reti del momentaneo 1-0 al minuto 25 e del momentaneo 2-0 al minuto 27. Ha giocato, con la maglia della Nazionale, la AFF Cup 2012. È sceso in campo, inoltre, nelle qualificazioni al campionato mondiale di calcio 2018, nelle qualificazioni alla Coppa d'Asia 2015 e nelle qualificazioni alla Coppa d'Asia 2019.

## Statistiche

### Cronologia presenze e reti in nazionale
| Cronologia completa delle presenze e delle reti in nazionale ― Malaysia | Cronologia completa delle presenze e delle reti in nazionale ― Malaysia | Cronologia completa delle presenze e delle reti in nazionale ― Malaysia | Cronologia completa delle presenze e delle reti in nazionale ― Malaysia | Cronologia completa delle presenze e delle reti in nazionale ― Malaysia | Cronologia completa delle presenze e delle reti in nazionale ― Malaysia | Cronologia completa delle presenze e delle reti in nazionale ― Malaysia | Cronologia completa delle presenze e delle reti in nazionale ― Malaysia |
| Data                                                                    | Città                                                                   | In casa                                                                 | Risultato                                                               | Ospiti                                                                  | Competizione                                                            | Reti                                                                    | Note                                                                    |
| ----------------------------------------------------------------------- | ----------------------------------------------------------------------- | ----------------------------------------------------------------------- | ----------------------------------------------------------------------- | ----------------------------------------------------------------------- | ----------------------------------------------------------------------- | ----------------------------------------------------------------------- | ----------------------------------------------------------------------- |
| 29-2-2012                                                               | Manila                                                                  | Filippine                                                               | 1 – 1                                                                   | Malaysia                                                                | Amichevole                                                              | -                                                                       |                                                                         |
| 28-4-2012                                                               | Shah Alam                                                               | Malaysia                                                                | 6 – 0                                                                   | Sri Lanka                                                               | Amichevole                                                              | 2                                                                       |                                                                         |
| 11-9-2012                                                               | Shah Alam                                                               | Malaysia                                                                | 0 – 2                                                                   | Vietnam                                                                 | Amichevole                                                              | -                                                                       | 38’                                                                     |
| 16-10-2012                                                              | Kowloon                                                                 | Hong Kong                                                               | 0 – 3                                                                   | Malaysia                                                                | Amichevole                                                              | -                                                                       | 60’                                                                     |
| 3-11-2012                                                               | Hanoi                                                                   | Vietnam                                                                 | 1 – 0                                                                   | Malaysia                                                                | Amichevole                                                              | -                                                                       | 42’                                                                     |
| 14-11-2012                                                              | Kuala Lumpur                                                            | Malaysia                                                                | 1 – 1                                                                   | Hong Kong                                                               | Amichevole                                                              | -                                                                       | 41’                                                                     |
| 25-11-2012                                                              | Kuala Lumpur                                                            | Malaysia                                                                | 0 – 3                                                                   | Singapore                                                               | AFF Cup 2012 - 1º turno                                                 | -                                                                       | 46’                                                                     |
| 28-11-2012                                                              | Kuala Lumpur                                                            | Laos                                                                    | 1 – 4                                                                   | Malaysia                                                                | AFF Cup 2012 - 1º turno                                                 | 1                                                                       |                                                                         |
| 1-12-2012                                                               | Kuala Lumpur                                                            | Malaysia                                                                | 2 – 0                                                                   | Indonesia                                                               | AFF Cup 2012 - 1º turno                                                 | -                                                                       |                                                                         |
| 22-3-2013                                                               | Shah Alam                                                               | Malaysia                                                                | 2 – 1                                                                   | Yemen                                                                   | Qual. Coppa d'Asia 2015                                                 | -                                                                       | 85’                                                                     |
| 26-3-2015                                                               | Mascate                                                                 | Oman                                                                    | 6 – 0                                                                   | Malaysia                                                                | Amichevole                                                              | -                                                                       | 57’                                                                     |
| 29-8-2015                                                               | Shah Alam                                                               | Malaysia                                                                | 0 – 0                                                                   | Bangladesh                                                              | Amichevole                                                              | -                                                                       |                                                                         |
| 3-9-2015                                                                | Abu Dhabi                                                               | Emirati Arabi Uniti                                                     | 10 – 0                                                                  | Malaysia                                                                | Qual. Mondiali 2018                                                     | -                                                                       |                                                                         |
| 8-9-2015                                                                | Shah Alam                                                               | Malaysia                                                                | 0 – 3 tav                                                               | Arabia Saudita                                                          | Qual. Mondiali 2018                                                     | -                                                                       | 46’                                                                     |
| 12-11-2015                                                              | Amman                                                                   | Palestina                                                               | 6 – 0                                                                   | Malaysia                                                                | Qual. Mondiali 2018                                                     | -                                                                       | 92’                                                                     |
| 17-11-2015                                                              | Shah Alam                                                               | Malaysia                                                                | 1 – 2                                                                   | Emirati Arabi Uniti                                                     | Qual. Mondiali 2018                                                     | -                                                                       | 74’                                                                     |
| 24-3-2016                                                               | Gedda                                                                   | Arabia Saudita                                                          | 2 – 0                                                                   | Malaysia                                                                | Qual. Mondiali 2018                                                     | -                                                                       | 53’                                                                     |
| 29-3-2016                                                               | Malacca                                                                 | Malaysia                                                                | 0 – 0                                                                   | Macao                                                                   | Amichevole                                                              | -                                                                       | 46’                                                                     |
| 6-9-2016                                                                | Surakarta                                                               | Indonesia                                                               | 3 – 0                                                                   | Malaysia                                                                | Amichevole                                                              | -                                                                       | 87’                                                                     |
| 22-8-2017                                                               | Malacca                                                                 | Malaysia                                                                | 1 – 2                                                                   | Siria                                                                   | Amichevole                                                              | -                                                                       | 84’                                                                     |
| 29-8-2017                                                               | Yangon                                                                  | Birmania                                                                | 1 – 0                                                                   | Malaysia                                                                | Amichevole                                                              | -                                                                       | 84’                                                                     |
| 5-9-2017                                                                | Kuala Lumpur                                                            | Malaysia                                                                | 1 – 1                                                                   | Hong Kong                                                               | Qual. Coppa d'Asia 2019                                                 | -                                                                       | 85’                                                                     |
| 10-10-2017                                                              | Wan Chai                                                                | Hong Kong                                                               | 2 – 0                                                                   | Malaysia                                                                | Qual. Coppa d'Asia 2019                                                 | -                                                                       | 78’                                                                     |
| 10-11-2017                                                              | Buriram                                                                 | Corea del Nord                                                          | 4 – 1                                                                   | Malaysia                                                                | Qual. Coppa d'Asia 2019                                                 | -                                                                       | 54’                                                                     |
| 13-11-2017                                                              | Kuala Lumpur                                                            | Malaysia                                                                | 1 – 4                                                                   | Corea del Nord                                                          | Qual. Coppa d'Asia 2019                                                 | -                                                                       | 40’ 67’                                                                 |
| 22-3-2018                                                               | Kuala Lumpur                                                            | Malaysia                                                                | 2 – 2                                                                   | Mongolia                                                                | Amichevole                                                              | -                                                                       | 71’                                                                     |
| 27-3-2018                                                               | Beirut                                                                  | Libano                                                                  | 2 – 1                                                                   | Malaysia                                                                | Qual. Coppa d'Asia 2019                                                 | -                                                                       | 79’                                                                     |
| 1-4-2018                                                                | Kuala Lumpur                                                            | Malaysia                                                                | 7 – 0                                                                   | Bhutan                                                                  | Amichevole                                                              | 1                                                                       | 75’                                                                     |
| 5-7-2018                                                                | Kuala Lumpur                                                            | Malaysia                                                                | 1 – 0                                                                   | Figi                                                                    | Amichevole                                                              | -                                                                       | 46’                                                                     |
| Totale                                                                  |                                                                         | Presenze                                                                | 29                                                                      |                                                                         | Reti                                                                    | 4                                                                       |                                                                         |